# Klüt (Hameln)

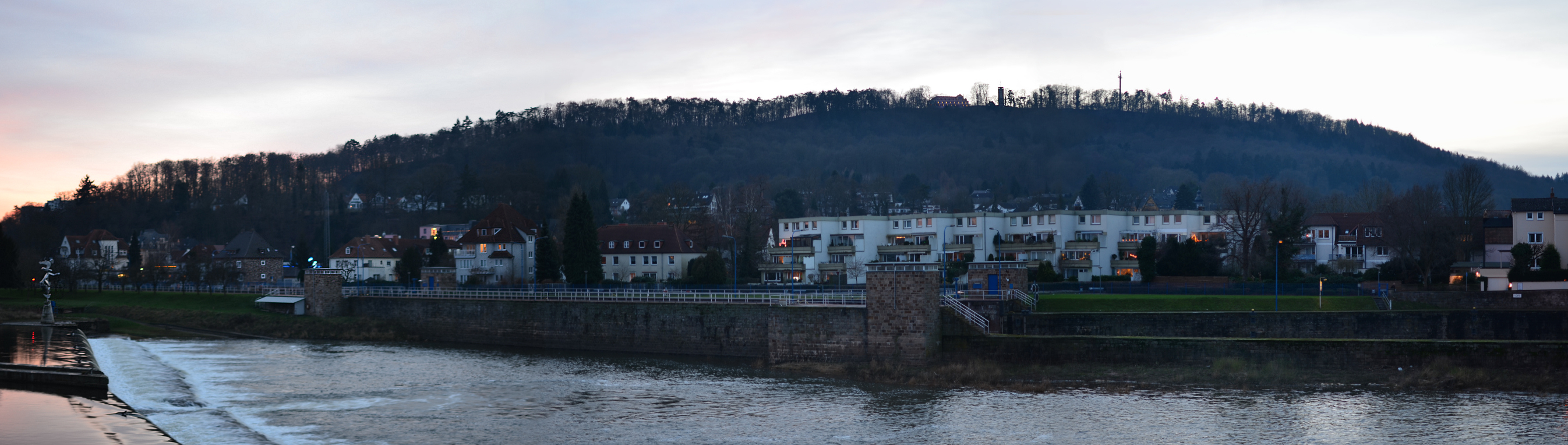
Blick von der alten Weserbrücke in Hameln auf den Klüt, links das Weserwehr

Der Klüt ist ein etwa 238 m ü. NN hoher Berg, der westlich der Kernstadt von Hameln in Niedersachsen liegt. Er erhebt sich über das Tal der Weser und gilt als Hausberg von Hameln. Die Kuppe des Klüts und der tiefer gelegene Bereich des Finkenborn dienen als Ausflugsziele der Naherholung.

## Beschreibung
Der bewaldete Klüt gehört als Landschaftsschutzgebiet zum Stadtwald Hameln und wird forstlich genutzt. Auf der Kuppe befindet sich ein Plateau mit verschiedenen Naherholungseinrichtungen. Dazu zählt der Klütturm als Aussichtsturm. Unterhalb des Turms befinden sich zwei Aussichtspunkte, von denen der Blick auf die Altstadt von Hameln mit der Weser und auf das mittlere Weserbergland fällt. Neben dem Klütturm liegen Reste der im 18. Jahrhundert errichteten Befestigungsanlagen auf dem Klüt, die sich von dort als vier eigenständige Forts auf dem abfallenden schmalen Bergrücken zur Weser hinunter zogen. Auf der Bergkuppe befindet sich der 2009 errichtete Neubau eines gastronomischen Betriebes mit Hotel an der Stelle des Klüthauses als Vorgängerbau.
Unterhalb der Klütkuppe liegt der Finkenborn, bei dem es sich um ein Plateau mit einer großen Waldlichtung handelt. Namensgebend für die -born-Bezeichnung ist ein dort liegender Teich. Am Finkenborn gibt es ein Jugendgästehaus, ein Sportgelände, einen Kindergarten und einen gastronomischen Betrieb im früheren Forsthaus. Des Weiteren bestehen in dem Bereich ein Wildgehege, ein Kinderspielplatz und ein Hochseilgarten. Entstanden ist der Finkenborn um 1790 als Forstgebäude mit Stallungen. Ende des 19. Jahrhunderts wurde aus dem Steinmaterial der Befestigungsanlagen auf dem Klüt ein Neubau errichtet. Später wandelte sich das Forsthaus in ein Gasthaus.

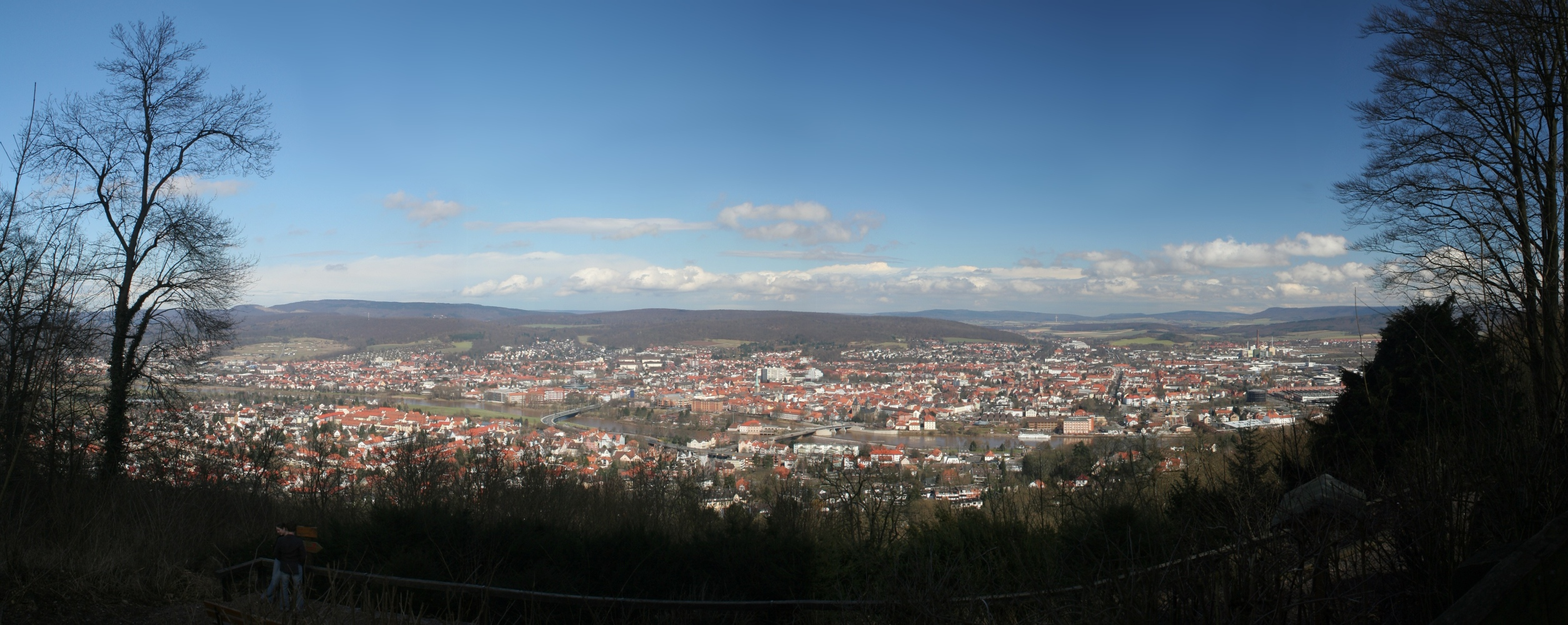
Blick vom Aussichtspunkt des Klüts auf Hameln

Von 1967 bis 1986 befand sich unterhalb des Klüts der „Zoo am Klüt“, ein kleiner Tierpark, der anfangs ein beliebtes Ausflugsziel war, nach Niedergang Mitte der 1980er Jahre aufgrund von Verstößen gegen das Tierschutzgesetz von den Behörden geschlossen wurde.
Am Fuße des Klüt führt der rund 300 Meter lange Klüttunnel durch den Berg, an dem im Bereich des Weserufers der Haltepunkt Hameln-Klüt lag. Die beiden Portale des 1897 fertiggestellten Tunnels wurden mit der Stilllegung der Bahnstrecke 1980 versperrt. Der Tunnel gehörte zur Begatalbahn und querte in Richtung Hameln die Weser über die Weserbrücke am Fuße des Klüt.
Zur Steigerung der touristischen Nutzung des Klüt ließ die Stadt Hameln im Jahre 2012 ein Konzept entwickeln. Es empfahl, Straßen und Wege auszubauen, weitere Grünflächen zu schaffen, die Parkplatzsituation am Finkenborn zu verbessern und den Festungscharakter auf der Kuppe des Klüt wieder erlebbar zu machen. Der Aussichtspunkt in Richtung Hameln sollte mit einer Aussichtsplattform aufgewertet werden. Bis 2014 sind die Maßnahmen nicht umgesetzt worden.

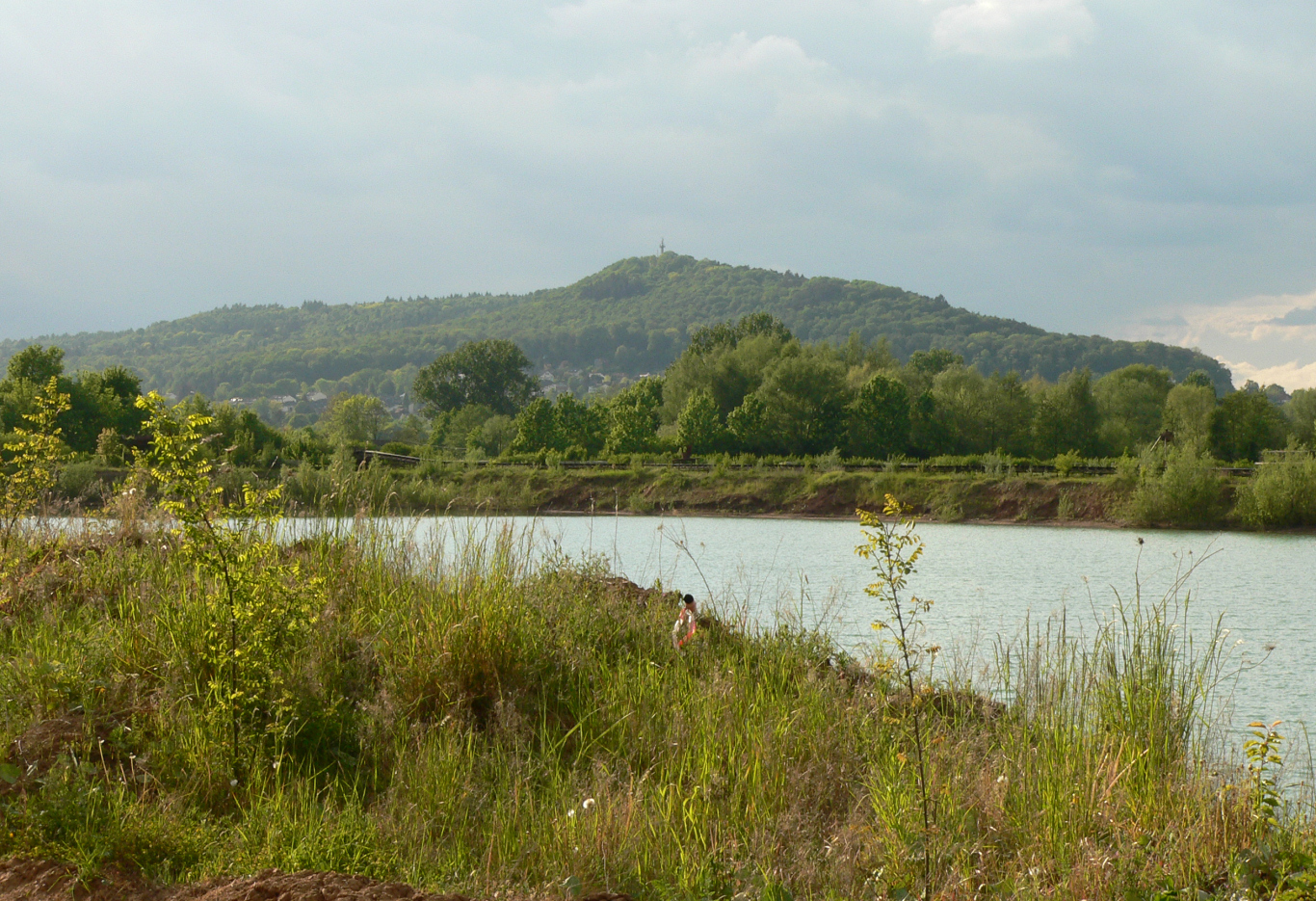
Der Klüt von Tündern aus gesehen
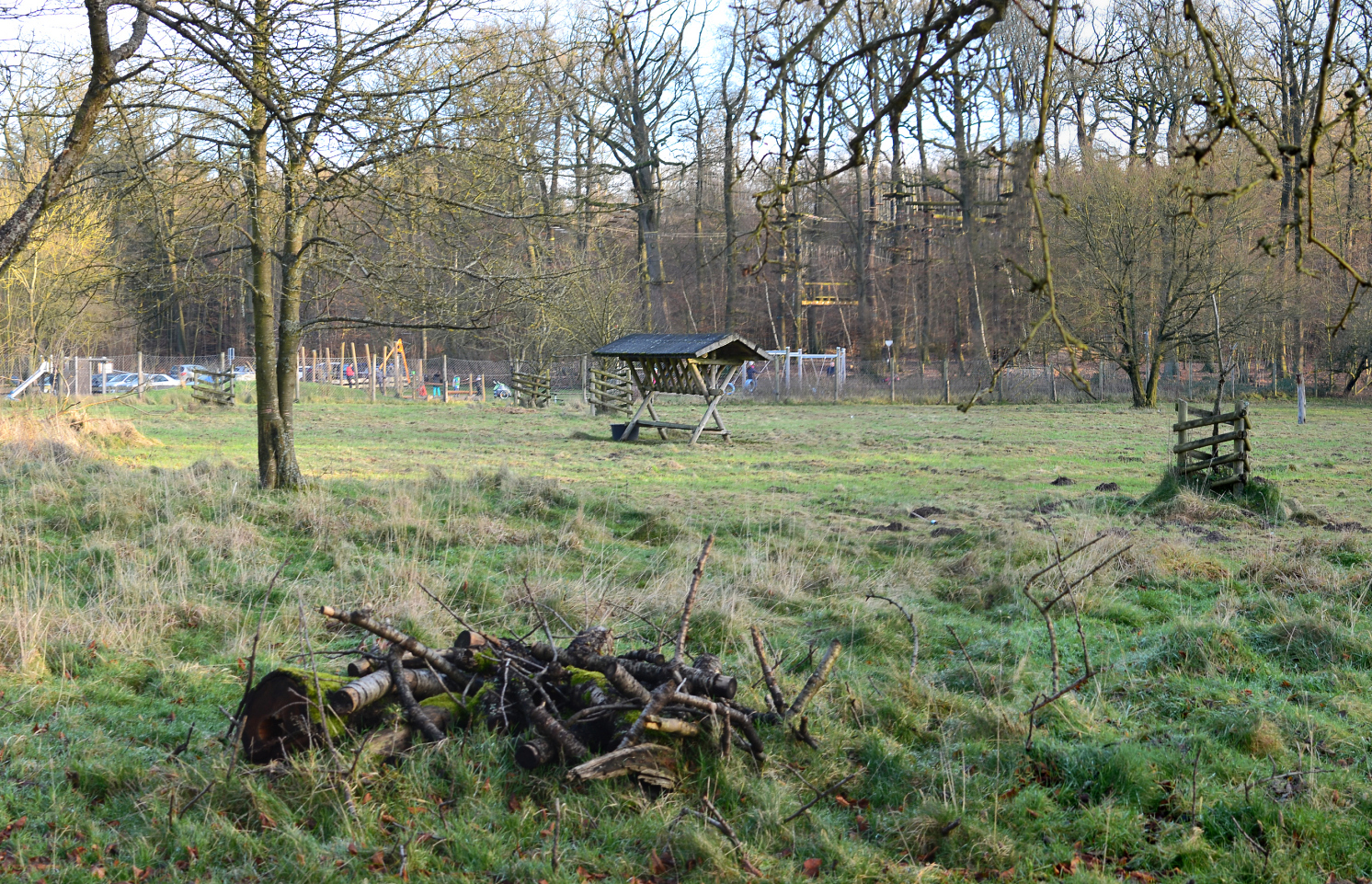
Wildgehege Finkenborn auf dem Klüt
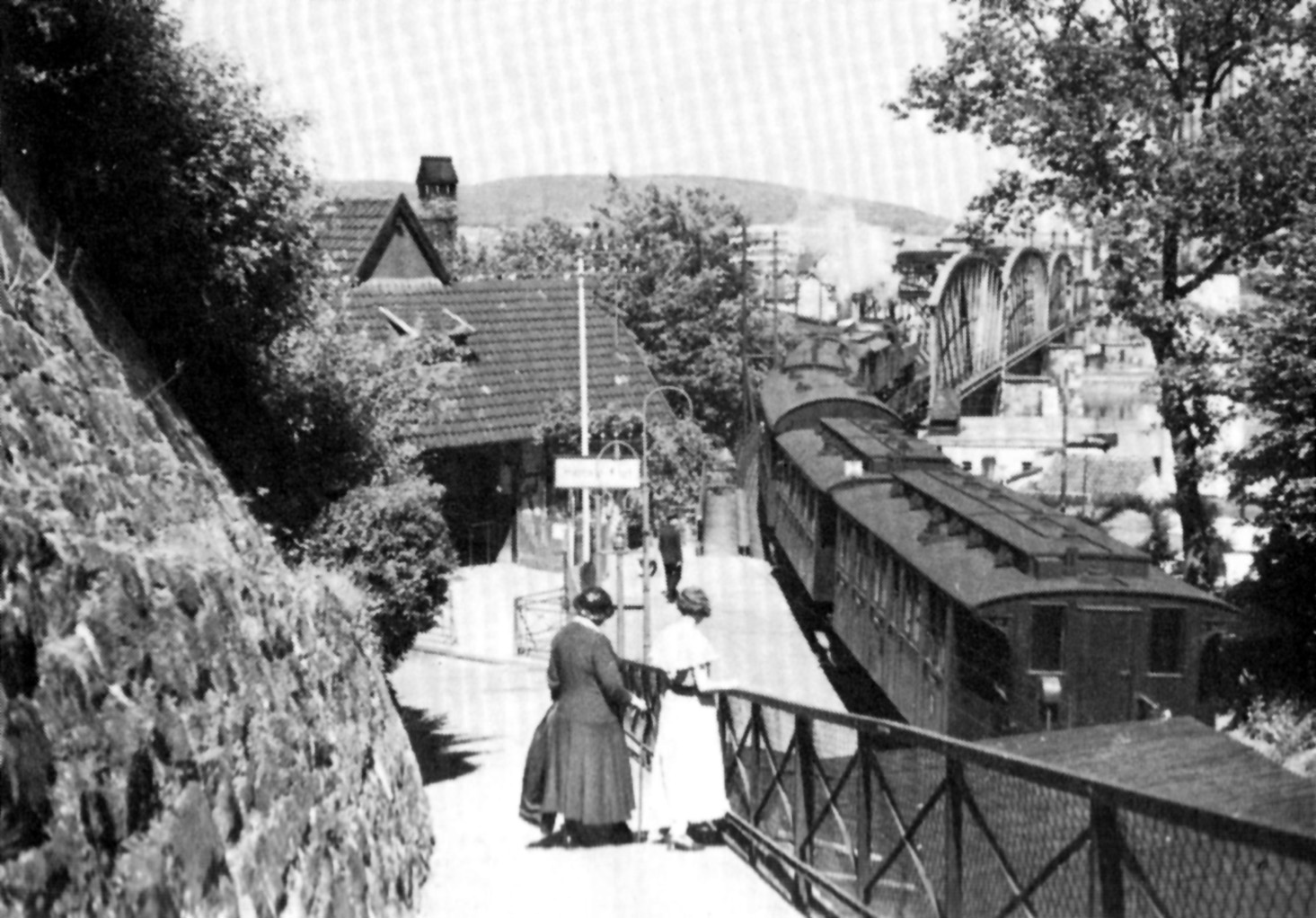
Haltepunkt Hameln-Klüt am Klüttunnel in den 1920er Jahren

## Radiopodcast
- Thomas Schmidt: Hameln – Der Klüt. 4:14 Minuten (= Weserbergland-Podcast So klingt das Weserbergland). Radio Aktiv, 25. August 2006 (archive.org [abgerufen am 10. März 2022]).